# ده پیش علیا (کهنوج)
ده پیش علیا، روستایی در دهستان نخلستان بخش مرکزی شهرستان کهنوج در استان کرمان ایران است.

## جمعیت
بر پایه سرشماری عمومی نفوس و مسکن در سال ۱۳۹۵، جمعیت این روستا برابر با ۸۵۹ نفر (۲۳۵ خانوار) بوده‌است.